# Stadion im. Atatürka w Eskişehirze
Stadion im. Atatürka w Eskişehirze (tur. Eskişehir Atatürk Stadyumu) – nieistniejący już wielofunkcyjny stadion w Eskişehirze, w Turcji. Istniał w latach 1953–2018. Mógł pomieścić 18 608 widzów. Swoje spotkania rozgrywali na nim piłkarze klubu Eskişehirspor. W 2016 roku zespół ten przeniósł się jednak na nowy stadion, wybudowany w zachodniej części miasta. W 2018 roku stary obiekt został rozebrany, w jego miejscu następnie powstał park, otwarty pod koniec 2020 roku.